# Charles Mingus
Charles Mingus (militaire basis in Nogales, Arizona, 22 april 1922 – Cuernavaca, Mexico, 5 januari 1979) was een Amerikaanse contrabassist, pianist, componist en orkestleider die vooral eind jaren vijftig en begin jaren zestig een van de toonaangevende figuren in de jazz was.
Kenmerkend voor het werk van Mingus is de combinatie van in de bigband- en rhythm-and-blues-traditie gewortelde arrangementen met bebopachtige, maar ook vrije improvisaties.

## Biografie
Mingus' band vormde de springplank voor jazzvernieuwers als Eric Dolphy en Rahsaan Roland Kirk.
Het album The Black Saint and the Sinner Lady (1963) wordt door velen als Mingus' meesterwerk beschouwd. Mingus Ah-um (1959) en Mingus Mingus Mingus Mingus Mingus (1963) zijn toegankelijke kennismakingen met zijn werk.
Charles Mingus stond bekend als een grillige, soms opvliegende persoonlijkheid die perioden van manische bedrijvigheid afwisselde met maandenlange lethargie. Hij wordt wel beschouwd als de aanstichter van de vooral onder rock-'n-rollartiesten populair geworden gewoonte om op het podium muziekinstrumenten te vernielen.
Charles Mingus overleed op 56-jarige leeftijd aan amyotrofe laterale sclerose (ALS).

## Discografie

### Als orkestleider
- Baron Mingus - West Coast 1945–49 (1949, Uptown)
- Strings and Keys (duo met Spaulding Givens) (1951, Debut)
- The Young Rebel (1952, Swingtime)
- The Charles Mingus Duo and Trio (1953, Fantasy)
- Charles Mingus Octet (1953, Debut)
- Jazz Composers Workshop (1954-55, Savoy)
- The Jazz Experiments of Charlie Mingus (1954, Bethlehem Records, oorspronkelijk uitgebracht als Jazzical Moods Vol. 1 & 2)
- Mingus at the Bohemia (1955, Debut)
- The Charles Mingus Quintet & Max Roach (1955, Debut)
- Pithecanthropus Erectus (1956, Atlantic Records)
- The Clown (1957, Atlantic)
- Mingus Three (1957, Jubilee)
- Tijuana Moods (RCA, 1957)
- East Coasting (1957, Bethlehem)
- A Modern Jazz Symposium of Music and Poetry (1957, Bethlehem)
- Jazz Portraits: Mingus in Wonderland (1959, United Artists)
- Blues & Roots (1959, Atlantic)
- Mingus Ah Um (1959, Columbia)
- Mingus Dynasty (1959, Columbia)
- Pre-Bird (aka Mingus Revisited) (1960, Mercury)
- Mingus at Antibes (1960, Atlantic)
- Charles Mingus Presents Charles Mingus (1960, Candid)
- Mingus! (1960, Candid)
- Reincarnation of a Lovebird (1960, Candid)
- Tonight at Noon (1961, Atlantic)
- Oh Yeah (1961, Atlantic)
- The Complete Town Hall Concert (Blue Note, 1962) bevat alle nummers uitgebracht op Town Hall Concert (United Artists, 1962)
- The Black Saint and the Sinner Lady (1963, Impulse!)
- Mingus Mingus Mingus Mingus Mingus (1963, Impulse!; soms naar verwezen als Five Mingus)
- Mingus Plays Piano (1963, Impulse!)
- Charles Mingus Sextet with Eric Dolphy Cornell 1964 (Blue Note, 1964)
- Town Hall Concert (Jazz Workshop, 1964)
- Revenge! (Revenge, 1964)
- The Great Concert of Charles Mingus (America, 1964)
- Mingus in Europe Volume I (Enja, 1964)
- Mingus in Europe Volume II (Enja, 1964)
- Right Now: Live at the Jazz Workshop (Fantasy, 1964)
- Mingus at Monterey (Jazz Workshop, 1964)
- Music Written for Monterey 1965 (Jazz Workshop, 1965)
- Charles Mingus in Paris: The Complete America Session (Sunnyside, 1970) bevat alle nummers uitgebracht op Blue Bird (America, 1970) en Pithycathropus Erectus (America, 1970)
- Charles Mingus Sextet In Berlin (1970, Beppo)
- Charles Mingus with Orchestra (Denon, 1971)
- Let My Children Hear Music (Columbia, 1972)
- Charles Mingus and Friends in Concert (1972, Columbia)
- Mingus Moves (1973, Atlantic)
- Mingus at Carnegie Hall (1974, Atlantic)
- Changes One (Mingus)|Changes One (1974, Atlantic)
- Changes Two (1974, Atlantic)
- Cumbia & Jazz Fusion (1977, Atlantic)
- Three or Four Shades of Blues (1977)
- His Final Work (1977)